# Celatoblatta shelfordi
Celatoblatta shelfordi är en kackerlacksart som först beskrevs av Shaw 1925.  Celatoblatta shelfordi ingår i släktet Celatoblatta och familjen storkackerlackor. Inga underarter finns listade i Catalogue of Life.